# Мохаммад Юсуф (разведка ISI)
Мохаммад Юсуф (англ. Mohammad Yousaf) — бригадный генерал, начальник афганского направления (управления — афганского отдела центра) межведомственной разведки Пакистана «ISI» в 1983-1987 годы, приходящиеся на период Афганской войны (1979-1989), непосредственный организатор (исполнитель) поставок Исламским партиям афганских моджахедов из Союза «Пешаварской семёрки» военных грузов: вооружения, боеприпасов, амуниции, денежных средств в рамках секретной операции ЦРУ США по поддержке антиправительственных сил в Афганистане. Автор книг «Ловушка для медведя» (совместно с военным историком Марком Адкиным, Mark Adkin) и «Молчащий солдат».

## Биография и военная карьера
Мохаммад Юсуф родился в 1937 году. После окончания «командно-штабного колледжа» в Кветте и Колледжа национальной обороны в Равалпинди в 1961 году стал офицером пехоты в полку пограничных войск Пакистана, занимал ряд командно-штабных должностей воинских частей действующих в столкновениях с Индийской армией.

Командовал пехотной бригадой, затем был назначен руководителем «афганского бюро директора Межведомственной разведки (ISI)». В период службы в ISI с 1983 по 1987 годы — «в течение четырёх лет отвечал за подготовку и оперативное планирование деятельности моджахедов внутри Афганистана».

## Деятельность в ISI
В ходе реализации операции ЦРУ «Циклон» (1982), как руководитель афганского направления разведки ISI — Мохаммад Юсуф осуществлял полный контроль над внешней логистикой поставок вооружения и боеприпасов через территорию Пакистана к афганской границе и передачу лидерам исламских партий моджахедов.

В рамках профессиональных обязанностей, также занимался техническими вопросами покупки малой части вооружения, скомплектованного в пределах республики Пакистан (ИРП) (подавляющая часть покупалось на средства Саудовской Аравии и США у третьих государств: Китай; Египет; Израиль; Индия и другие — за пределами ИРП).

Регулировал распорядок прибытия кораблей и самолётов, железнодорожных составов в Пакистан. Для транспортировки грузов приобретал и брал в наём различный транспорт (автомобильный, грузовой, вьючных животных), также занимался разработкой и реализацией ряда специальных операций вооружённой афганской оппозиции на территории Афганистана.
Мохаммад Юсуф хорошо владел военной и внутриполитической обстановкой в ДРА, дислокацией воинских частей и соединений ОКСВА и ВС ДРА, поддерживал контакт с лидерами афганских оппозиционных партий и крупными полевыми командирами. По долгу службы, в обязанности М. Юсуфа входило плотное взаимодействие с сотрудниками ЦРУ, постоянно находящимися в Пакистане или кратковременно командированными в ИРП для реализации логистических задач операции «Циклон».
Поскольку — первый этап, доставки вооружений и боеприпасов из-за рубежа к границам Пакистана осуществляло ЦРУ, оно же оплачивало транспортные издержки. За второй этап, после принятия груза в Пакистане — его складирования и передачи партиям «Пешаварской семёрки» непосредственно под Пешаваром или Кветтой, ответственность ложилась на разведку «ISI» (главного оператора реализации операции ЦРУ «Циклон»), в частности на бригадного генерала Мохаммада Юсуфа, служившего под непосредственным руководством генерал-лейтенанта Абдур-Рахмана Ахтара — генерального директора межведомственной разведки ISI.

По утверждению М. Юсуфа, начальника афганского направления межведомственной разведки Пакистана ISI в 1983-1987 годы: «.... только ISI решала, кто, сколько и какое вооружение получит. Это означало, что после образования союза «Пешаварской семёрки», распределение оружия для каждой из них было в нашей зоне ответственности: «Никто вне ISI, даже Президент Пакистана Зия Уль Хак, не имел контроля или влияния на распределение оружия, боеприпасов или других грузов из наших складов в Равалпинди и Кветте»— И. Дауди «БОЛЬШАЯ ИГРА в АФГАНИСТАН»
В конце сентября 1986 года Мохаммад Юсуф организовал переправку в Афганистан первой партии зенитно-ракетных комплексов «Стингер» для осуществления поражающих пилотных пусков данных ПЗРК — двумя отрядами «Исламской партии Афганистана» Гульбетдина Хекматияра (полевые командиры — Дарвеш и инженер Гаффар) по советским летательным аппаратам на аэродромах Кабула и Джелалабада.